# Eugene Sawyer

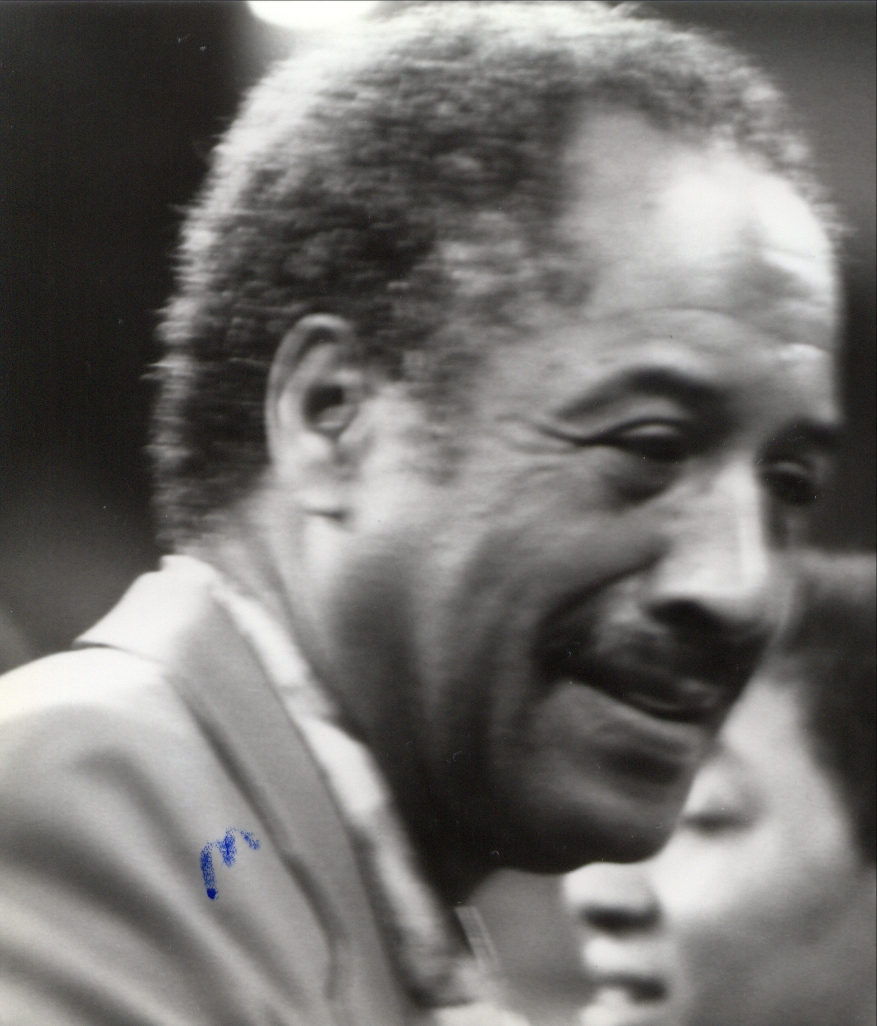
Eugene Sawyer

Eugene Sawyer (* 9. September 1934 in Greensboro, Alabama; † 19. Januar 2008 in Chicago, Illinois) war ein US-amerikanischer Politiker und von 1987 bis 1989 Bürgermeister von Chicago.
Sawyer wurde 1934 in Greensboro als ältestes von sechs Kindern von Bernice und Eugene Sawyer, Sr. geboren. Er studierte an der Alabama State University und erhielt dort 1956 seinen Bachelor of Science. Nachdem er kurzzeitig in Prentiss, Mississippi als Lehrer Mathematik und Chemie unterrichtet hatte, zog er 1957 zu Verwandten nach Chicago. Um 1959 wandte sich Sawyer den Demokraten zu. Im Jahr 1971 wurde er in den Stadtrat von Chicago gewählt, wo er bis 1988 den 6. Stadtbezirk vertrat.
Nachdem der Chicagoer Bürgermeister Harold Washington 1987 überraschend gestorben war, wurde Sawyer vom Stadtrat zum neuen Bürgermeister ernannt. Am 2. Dezember wurde er vereidigt und löste David Duvall Orr ab, der das Amt nach dem Tod Washingtons kurzzeitig bis zur Ernennung eines neuen Bürgermeisters kommissarisch innegehabt hatte. Als Sawyer 1989 die Wahlen gegen Richard M. Daley verlor, zog er sich aus dem öffentlichen Leben zurück.
Er war verheiratet und hatte drei Kinder. Sawyer starb im Januar 2008 im Alter von 73 Jahren nach Komplikationen mit mehreren Schlaganfällen nach einer Speiseröhrenoperation.